# Leichte Schnellboote
Le Leichte Schnellboote (LS) erano una classe di motosiluranti leggere utilizzate dalla Kriegsmarine tedesca durante la seconda guerra mondiale.

## Sviluppo
Nel 1937, nel programma di potenziamento e rinascita della marina da guerra tedesca, dalle ceneri della disfatta e dalle clausole punitive del trattato di Versailles, lo stato maggiore della marina era alla ricerca di nuove tattiche d'impiego dell'arma sottomarina, che si era affermata positivamente durante la prima guerra mondiale. Si rispolverarono i progetti degli incrociatori sommergibili con nuove unità, che sarebbero state dotate di un armamento d'artiglieria di quattro cannoni da 150 mm in torri binate stagne e con un'autonomia oceanica di almeno 25.000 miglia; questi battelli, denominati Tipo XI, sarebbero dovuti essere dotati di un idrovolante da ricognizione del tipo Arado Ar. 231 che, ad ali galleggianti ripiegate, doveva essere alloggiato in un tubo verticale lungo 7,5 m e del diametro di 2,25 m, situato a proravia della torretta.
Un altro progetto che prevedeva l'utilizzo dello stesso tipo di battello era quello di dotarlo di un grande hangar cilindrico a tenuta stagna, delle dimensioni atte a contenere due piccole motosiluranti: l'idea era quella di rilasciare i due mezzi siluranti in prossimità di rade o ancoraggi dove sostavano navi nemiche, oppure di impiegarli in pieno oceano contro navi mercantili veloci. L'enorme volume di spinta positiva dell'hangar poteva essere compensato in immersione, dal peso delle due motosiluranti e da quello di 48 mine magnetiche da fondo del tipo TMA e di 8 siluri di riserva. Dopo l'abbandono dell'idea degli U-Boot incrociatori e vettori di motosiluranti, per le oggettive e comprovate difficoltà del varo e del recupero delle imbarcazioni e dell'aereo, manovra che poteva essere effettuata solo in condizioni di mare calmo, la Kriegsmarine pensò di imbarcare le piccole motosiluranti LS sugli incrociatori ausiliari, impiegati nella guerra di corsa al traffico mercantile.

## Descrizione
Le LS erano piccole unità siluranti con buone caratteristiche di velocità e manovrabilità ma, date le scarse dimensioni (12,5 metri di lunghezza per 3,46 di larghezza), erano molto limitate in fatto di qualità nautiche. Erano alimentate da due motori Daimler Benz Diesel da 1400 hp o due Jumo 205 Diesel da 1700 HP, con i quali raggiungevano i 40-42 nodi e un'autonomia di 300 miglia. Le sistemazioni per il lancio dei siluri sulle LS erano costituite da tubi di lancio pneumatico alloggiati nella parte poppiera dello scafo: il lancio avveniva in senso inverso al moto dell'unità, che doveva eseguire un'immediata e rapida virata di disimpegno. Le mitragliere da 20 mm in dotazione era sistemata in una torretta di tipo aeronautico con finestrature in plexiglas e movimento elettroidraulico. Le bombe di profondità e le mine venivano sistemate su selle laterali, ma fu studiato e realizzato anche un sistema di lancio delle mine con degli scivoli al posto dei tubi lanciasiluri.

## Utilizzo
La prima LS, la LS-1, era un'unità sperimentale costruita nel 1939 dal cantiere NAGLO di Berlino, con struttura mista in lega leggera e fasciame in mogano lamellare. Successivamente, la Dornier di Friedrichshafen costruì altre 17 unità con strutture interamente in lega leggera. Le LS-2, 3 e 4 vennero rispettivamente imbarcate sugli incrociatori ausiliari Komet, Kormoran e Michel e operarono con essi fino al destino finale di queste unità. Il 22 aprile del 1942, la LS-4 del Michel affondò con due siluri la petroliera americana Connecticut dopo un lungo inseguimento. Le stesse due unità il 6 giugno affondarono insieme il mercantile americano George Clymer a 600 miglia a sud-ovest dell'isola di Ascensione. Le altre 14 unità vennero inviate nel Mediterraneo nel 1942 e operarono soprattutto nelle acque del Mar Egeo fino al 1944, con compiti quasi esclusivamente antisommergibili. Alcune unità furono formalmente cedute alla marina croata e l'unica unità sopravvissuta al conflitto fu la LS-12, che divenne preda bellica sovietica.

## Le KM
Un modello simile era il KM, che consisteva in unità posamine veloci, armate con 4 mine e una velocità sufficiente per eseguire l'azione di minamento verso l'Inghilterra in una sola notte di navigazione, con maggiore precisione rispetto agli aerei e maggiore economia rispetto alle grandi navi di squadra.